# Socorro, Goa
Socorro (Serula) là một thị trấn thống kê (census town) của quận North Goa thuộc bang Goa, Ấn Độ.

## Nhân khẩu
Theo điều tra dân số năm 2001 của Ấn Độ, Socorro (Serula) có dân số 10.171 người. Phái nam chiếm 51% tổng số dân và phái nữ chiếm 49%. Socorro (Serula) có tỷ lệ 78% biết đọc biết viết, cao hơn tỷ lệ trung bình toàn quốc là 59,5%: tỷ lệ cho phái nam là 81%, và tỷ lệ cho phái nữ là 74%. Tại Socorro (Serula), 11% dân số nhỏ hơn 6 tuổi.